# Kristof Spaey
Kristof Spaey (Leuven, 26 november 1982) is een Belgisch stripauteur en illustrator.

## Opleiding
In 2001 presenteerde Spaey zijn afstudeerproject aan de middelbare school De Wijnpers (Leuven): het 13 pagina's tellende beeldverhaal Goldfish was een adaptatie van een prozatekst van de Amerikaanse stripauteur Brian Michael Bendis, gemaakt met diens goedkeuring. Daarop volgde een opleiding aan de Sint-Lukas hogeschool in Brussel, waar hij zowel Animatie (kandidatuur) als Beeldverhaal (meesterjaren) volgde. In 2006 studeerde hij af als master in de beeldende kunsten.

## Eerste stappen
Spaey debuteerde in 2004, op 21-jarige leeftijd, met het tekstloze Hoop (uitgeverij BeeDee), een verhaal over een onmogelijke liefde die hij op basis van een eigen concept verder uitwerkte met de Duitse tv– en filmscenarist David Safier, in Duitsland gelauwerd voor zijn jeugdreeks Berlin, Berlin. Hoop is het fragmentarisch verhaal van een jonge, onzekere striptiseuse en haar onbeantwoorde liefde voor een charmante maar onbetrouwbare portrettekenaar.
Twee jaar later, in 2006, verscheen Façade (uitgeverij Oogachtend). Twee kortverhalen, Back to Reality (op scenario van Bronzen Adhemar-winnaar Steven Dupré) en Gegijzeld, waarin de auteur op zoek gaat naar de ware aard van zijn personages. De invloed van Amerikaanse comics en film, die altijd in zijn werk aanwezig waren, komen hier nog meer naar voren. Het schaduwgebruik en de filmische manier van vertellen doen denken aan zijn grote invloeden Frank Miller en Brian Michael Bendis.
Tussendoor tekende Spaey kortverhalen voor BruXXXel Noord (stripatelier Sint-Lukas Brussel), Pulp Deluxe Offline (uitgeverij BeeDee), Stroke (VOS Uitgeverij) en Bloeddorst (uitgeverij BeeDee), dit laatste op scenario van Pieter Van Oudheusden. Hij verzorgde ook enkele omslagen voor Stan Sakais Usagi Yojimbo (uitgeverij Enigma) en Mark Waid en Minck Oosterveers The Unknown (Boom! Studios).
In 2007 won hij de Grote Prijs voor de Kortstrip voor de korte strip Back to reality.

## Misschien Nooit Ooit
Met Marc Legendre werkte Spaey de trilogie Misschien Nooit Ooit uit, een psychologische thriller waarbij ieder album verteld wordt vanuit het perspectief van een van de hoofdpersonages. De Amerikaan Michael Birkhofer nam de inkleuring voor zijn rekening. 
De eerste twee delen verschenen in 2009 bij uitgeverij Oogachtend in een dubbelalbum als Misschien/Nooit. In 2011 verscheen het afsluitende deel Ooit bij VOS Uitgeverij, alsook een herdruk van Misschien en Nooit, ditmaal als losse albums.
Twee jaar later, in 2013, ontving Marc Legendre de Bronzen Adhemar voor zijn gehele oeuvre, Misschien Nooit Ooit kreeg in het juryrapport een eervolle vermelding.
In 2015 verscheen bij BD Must een Franse vertaling van de trilogie onder de titel Et Si Jamais Un Jour...

## Anders
In 2014 verscheen het eerste deel van Anders, getiteld Lars. Dit coming-of-age-verhaal met superkrachten is geschreven door tv-scenarist Bart Vaessen, medebedenker van de Ketnet-reeksen W817, En daarmee basta! en Click-ID. Daarnaast schreef Vaessen ook scenario's voor onder andere Quiz Me Quick (Eén) en Spitsbroers (VTM).

## Fake Vintage Book Covers
Naast strips is Spaey bedrijvig in het tekenen van pin-ups, maar wel met een eigen twist. Geïnspireerd door de Amerikaanse pulp-paperbacks uit de jaren twintig tot zestig van de vorige eeuw (een bloedmooie vrouw, een tot de verbeelding sprekende titel en een sensationeel tekstje), bedacht hij omslagen voor boeken die nooit hebben bestaan. De titels en omslagen verwijzen veelvuldig naar de popcultuur en bevatten vaak een humoristische toets of dubbele bodem. De afgebeelde vrouwen zijn getekend naar levend model.

## Selectieve bibliografie
- Hoop (met David Safier). 2004, uitgeverij BeeDee. 48 pagina's, grijstonen, SC. ISBN 90-77331-11-5
- Façade (met Steven Dupré). 2006, uitgeverij Oogachtend. 48 pagina's, duotoon, HC. ISBN 9077549196
- Misschien (met Marc Legendre). 2011, VOS Uitgeverij. 48 pagina's, full color, SC. ISBN 978-908142252-9
- Nooit (met Marc Legendre). 2011, VOS Uitgeverij. 48 pagina's, full color, SC. ISBN 978-908142252-9
- Ooit (met Marc Legendre). 2011, VOS Uitgeverij. 72 pagina's, full color, SC. ISBN 978-908142252-9
- Anders 1: Lars (met Bart Vaessen). 2014, VOS Uitgeverij. 48 pagina's, full color, SC. ISBN 978-908213869-6
- Anders 2: Onthuld (met Bart Vaessen). 2015, VOS Uitgeverij. 48 pagina's, full color, SC. ISBN 978-908223443-5
- Fake Vintage Book Covers 1: Striped For Pleasure. 2015, VOS Uitgeverij. 64 pagina's, full color, HC. ISBN 978-908223442-8
- Fake Vintage Book Covers 2: Death Came Slow. 2016, VOS Uitgeverij. 64 pagina's, full color, HC. ISBN 978-908223447-3

- International Standard Name Identifier: 0000 0003 9599 6869
- Nederlandse Thesaurus van Auteursnamen: 281280622
- Virtual International Authority File: 290873881
- WorldCat: E39PBJhGWwdGJHV8wXMCcQdmh3